# La isla de las tentaciones (programa de televisión argentino-chileno)
La isla de las tentaciones es un programa de televisión de telerrealidad argentino-chileno original de Prime Video. Se trata de una adaptación del programa estadounidense Temptation Island de FOX estrenado en 2001. Sigue a un grupo de parejas que son separados para vivir en casas distintas con personas solteras que intentarán conquistarlos. El programa es presentado por la actriz argentina Florencia Peña y el actor chileno Benjamín Vicuña. Se estrenó el 9 de agosto de 2024.
En Argentina, el reality show fue adaptado previamente por Canal 9 bajo el título Confianza ciega (2001-2002) con la conducción de Juan Castro, mientras que Chile realizó lo mismo con una adaptación más libre titulada Amor a prueba (2014) emitida por Mega y conducida por Karla Constant.

## Formato
Cuatro parejas viajan a México con el fin de poner a prueba sus relaciones mientras conviven separados en dos lujosas casas con un grupo de solteros y solteras denominados tentadores.
A lo largo de la experiencia, los participantes se enfrentan a diferentes fogatas donde podrán ver imágenes en video de la estancia de su pareja con los tentadores de la otra casa. Además, tienen la opción de pedir cuando deseen una fogata de confrontación, donde se reencontrarán con su pareja cara a cara. Asimismo, el programa organiza citas fuera de las casas, por lo que cada miembro de la pareja elige a su soltero favorito para disfrutar de la cita en la intimidad.
Por último, las parejas se reencontrarán en una fogata final donde verán imágenes de todo lo ocurrido durante la experiencia y decidirán si quieren abandonar el programa juntos, separados o con uno de los tentadores.

## Participantes
La lista oficial de las parejas y tentadores participantes fue revelada en julio de 2024.
Parejas
| Pareja                    | Procedencia  | Edad | Profesión                  | Tiempo juntos  | Decisión      | 6 meses después                                                                    |
| ------------------------- | ------------ | ---- | -------------------------- | -------------- | ------------- | ---------------------------------------------------------------------------------- |
| Axel Wechsler             | Cipolletti   | 22   | Actor y modelo             | 2 años         | Selena / Solo | Separados / Selena continua conociendo a Porti                                     |
| Selena Vitale             | Tandil       | 22   | Actriz y modelo            | 2 años         | Sola          | Separados / Selena continua conociendo a Porti                                     |
| Brian "Bona" Escobares    | Buenos Aires | 31   | Ingeniero ambiental        | 2 años y medio | Juntos        | Separados                                                                          |
| Karen Omerzu              | Bariloche    | 29   | Nutricionista              | 2 años y medio | Juntos        | Separados                                                                          |
| Felipe Pereira            | Santiago     | 28   | Actor y modelo             | 2 años         | Juntos        | Separados / Felipe inició una relación con Iara                                    |
| Fernanda Messenet         | Santiago     | 26   | Stylist, asesora de imagen | 2 años         | Juntos        | Separados / Felipe inició una relación con Iara                                    |
| José Manuel "Mel" Alcalde | Santiago     | 33   | Empresario                 | 6 años         | Milo          | Separados / Mel continúa su relación con Milo y Yuli continúa su relación con Vico |
| Yuliana Cagna             | Rosario      | 31   | Modelo                     | 6 años         | Vico          | Separados / Mel continúa su relación con Milo y Yuli continúa su relación con Vico |

Solteras
| Soltera                  | Procedencia  | Edad | Profesión                       | Información             |
| ------------------------ | ------------ | ---- | ------------------------------- | ----------------------- |
| Iara Castagno            | Buenos Aires | 22   | Bailarina e influencer          | Cita final              |
| Milagros "Milo" González | Buenos Aires | 25   | Estudiante de Gestión Ambiental | Cita final              |
| Virginia Pérez           | Coghlan      | 21   | Actriz                          | Cita final              |
| Wanda Curell             | La Plata     | 24   | Periodista deportiva            | Cita final              |
| Erika Urzúa              | Santiago     | 26   | Influencer                      | Eliminadas (Episodio 8) |
| Julieta Grimaldo         | San Martín   | 30   | Modelo y actriz                 | Eliminadas (Episodio 8) |
| Julieta Roqué            | Buenos Aires | 24   | Periodista                      | Eliminadas (Episodio 8) |
| María Paula Ocampo       | Medellín     | 28   | Abogada                         | Eliminadas (Episodio 8) |
| Sandra Ortiz de Rosas    | Santiago     | 32   | Modelo                          | Eliminadas (Episodio 8) |

Solteros
| Soltero                    | Procedencia         | Edad | Profesión            | Información             |
| -------------------------- | ------------------- | ---- | -------------------- | ----------------------- |
| Jerónimo Blázquez          | Mendoza             | 29   | Ingeniero industrial | Cita final              |
| Matías Portillo            | Corrientes          | 28   | Actor                | Cita final              |
| Samuel "Remy" Ramírez      | Ciudad de México    | 26   | Bailarín             | Cita final              |
| Victorio "Vico" Bouvier    | Santiago del Estero | 32   | Camionero            | Cita final              |
| Francisco "Flairboy" Budge | Santiago            | 25   | Productor musical    | Eliminados (Episodio 8) |
| Franco Touceda             | Tucumán             | 29   | Actor                | Eliminados (Episodio 8) |
| Guilherme Vanzela          |                     | 26   | Modelo               | Eliminados (Episodio 8) |
| Nicolás Rodríguez          | Córdoba             | 31   | Modelo y actor       | Eliminados (Episodio 8) |
| Pietro Dipalma             | Barletta            | 23   | Modelo y actor       | Eliminados (Episodio 8) |
| Luis "Prohibido" Saavedra  | Buenos Aires        | 30   | Modelo               | Abandono (Episodio 2)   |

## Episodios
| N.º | Título                                     | Fecha de emisión original |
| --- | ------------------------------------------ | ------------------------- |
| 1   | «Se enciende la llama»                     | 9 de agosto de 2024       |
| 2   | «Rozando lo prohibido»                     | 9 de agosto de 2024       |
| 3   | «Caos y crisis en la isla»                 | 9 de agosto de 2024       |
| 4   | «Conexiones peligrosas»                    | 9 de agosto de 2024       |
| 5   | «El punto de no retorno»                   | 9 de agosto de 2024       |
| 6   | «Adiós culpa, bienvenido placer»           | 16 de agosto de 2024      |
| 7   | «Pendiendo de un hilo»                     | 16 de agosto de 2024      |
| 8   | «Solos, con su pareja o con un nuevo amor» | 23 de agosto de 2024      |
| 9   | «El reencuentro»                           | 23 de agosto de 2024      |

## Producción
En julio de 2023, se informó que Prime Video había adquirido los derechos del formato Temptation Island de FOX para adaptarlos en varios países de América Latina bajo la producción de Amazon Studios, Banijay Mexico & U.S. Hispanic, y Endemol Shine Brasil. En agosto de ese año, se anunció que Argentina y Chile realizarían en conjunto la producción del programa, siendo anunciados Florencia Peña y Benjamín Vicuña como los presentadores. En octubre, Prime Video dio inicio a las grabaciones en Cancún (México).